# 胎生貝湖魚
胎生貝湖魚，是輻鰭魚綱鮋形目杜父魚亞目胎生貝湖魚科的其中一種。

## 分布
本魚分布於俄羅斯貝加爾湖。

## 特徵
本魚體延長，頭中大，吻尖長，眼中大，上側位。口大，前位。眶下骨，前鰓蓋骨和下頷多孔。背鰭兩個，第一背鰭短小；第二背鰭長，後端幾達尾鰭，但不與尾鰭相連，臀鰭與第二背鰭相對且同形，後端也幾達尾鰭；胸鰭長，後端超過臀鰭起點；無腹鰭；尾鰭截形。背鰭硬棘7至9枚、背鰭軟條31至34枚、臀鰭軟條32至36枚。體長可達16公分。

## 生態
本魚習性類似大洋性魚類，巡游於湖泊，深度達100至250公尺間。繁殖季節在7至9月；春天來臨時，隨著波浪被打至岸邊。生活時，身體透明且富含脂肪，幾佔身體25%，所以死後魚體不沉，反而浮至水面而結凍。卵胎生魚類。

## 經濟利用
魚體小型，較不具經濟價值。